# Barsebäcks socken
Barsebäcks socken i Skåne ingick i Harjagers härad, ingår sedan 1974 i Kävlinge kommun och motsvarar från 2016 Barsebäcks distrikt.
Socknens areal är 15,23 kvadratkilometer varav 15,18 land. År 2000 fanns här 815 invånare. Barsebäcks slott, tätorten Barsebäckshamn samt tätorten Barsebäck med sockenkyrkan Barsebäcks kyrka ligger i socknen. 

## Administrativ historik
Socknen har medeltida ursprung. 
Vid kommunreformen 1862 övergick socknens ansvar för de kyrkliga frågorna till Barsebäcks församling och för de borgerliga frågorna bildades Barsebäcks landskommun. Landskommunen uppgick 1952 i Löddeköpinge landskommun som uppgick 1974 i Kävlinge kommun. Församlingen uppgick 2002 i Löddebygdens församling.
1 januari 2016 inrättades distriktet Barsebäck, med samma omfattning som församlingen hade 1999/2000.  
Socknen har tillhört län, fögderier, tingslag och domsagor enligt vad som beskrivs i artikeln Harjagers härad. De indelta soldaterna tillhörde Norra skånska infanteriregementet, Onsjö kompani.

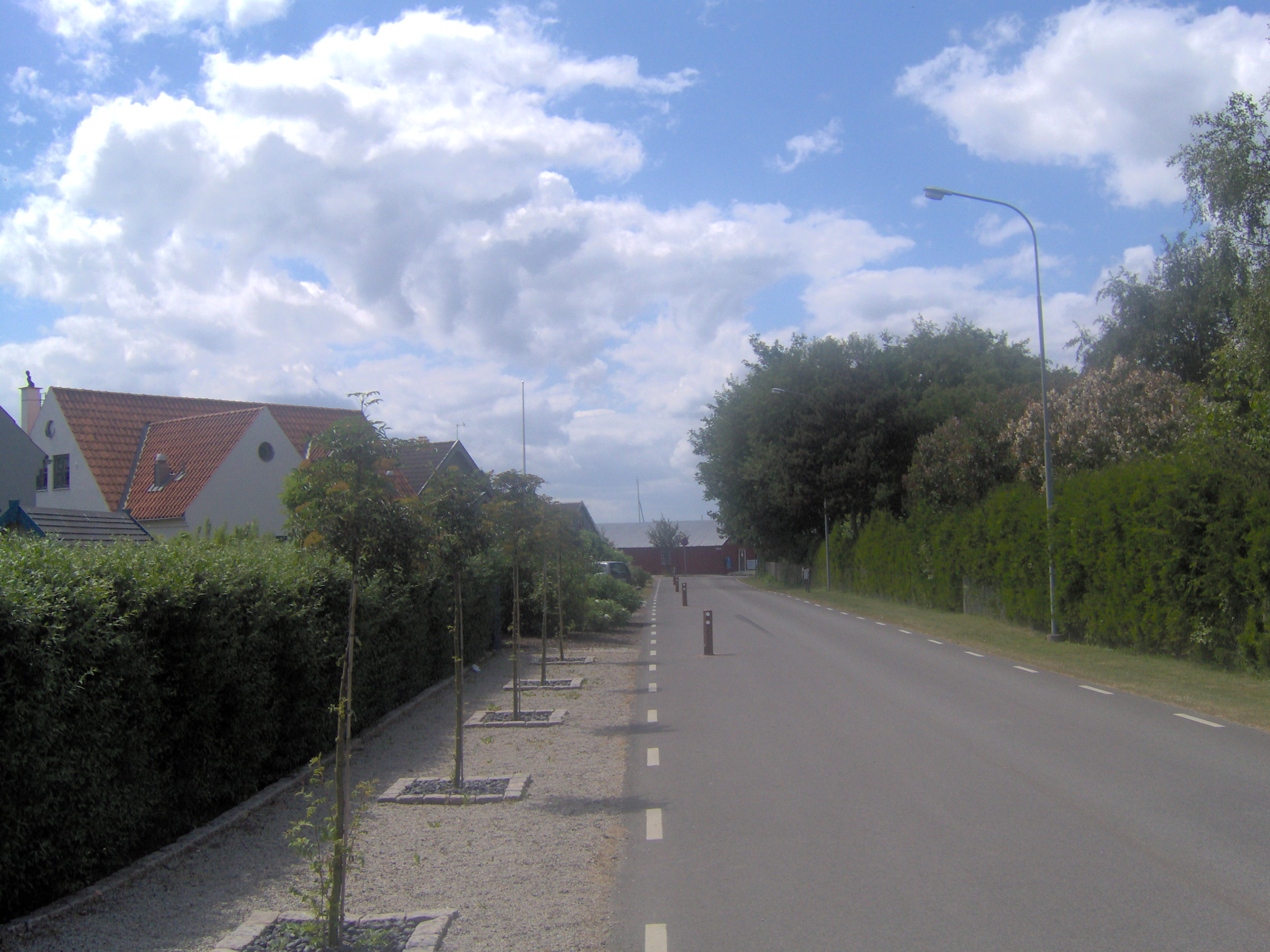
Vägen mot Barsebäckshamn, som ligger i socknens sydvästra hörn

## Geografi
Barsebäcks socken ligger på en halvö i Öresund söder om Landskrona mellan Lundåkrabukten och Lommabukten. Socknen är en odlad slättbygd.
Socknen gränsar i norr till Hofterups socken. I sydost avgränsas socknen av Löddeköpinge socken. Den östligaste delen av socknen genomkorsas av E6/E20.
Strax sydost om Barsebäckshamn ligger Barsebäcks kärnkraftverk. Utanför orten Barsebäck ligger golfbanan Barsebäck Golf & Country Club
Ett par kilometer norr om Barsebäckshamn ligger Stenbocksvallarna och Sjöbo saltsjöbad.
År 1924 socknen 1238 hektar åker samt 67 hektar skogs- och hagmark.

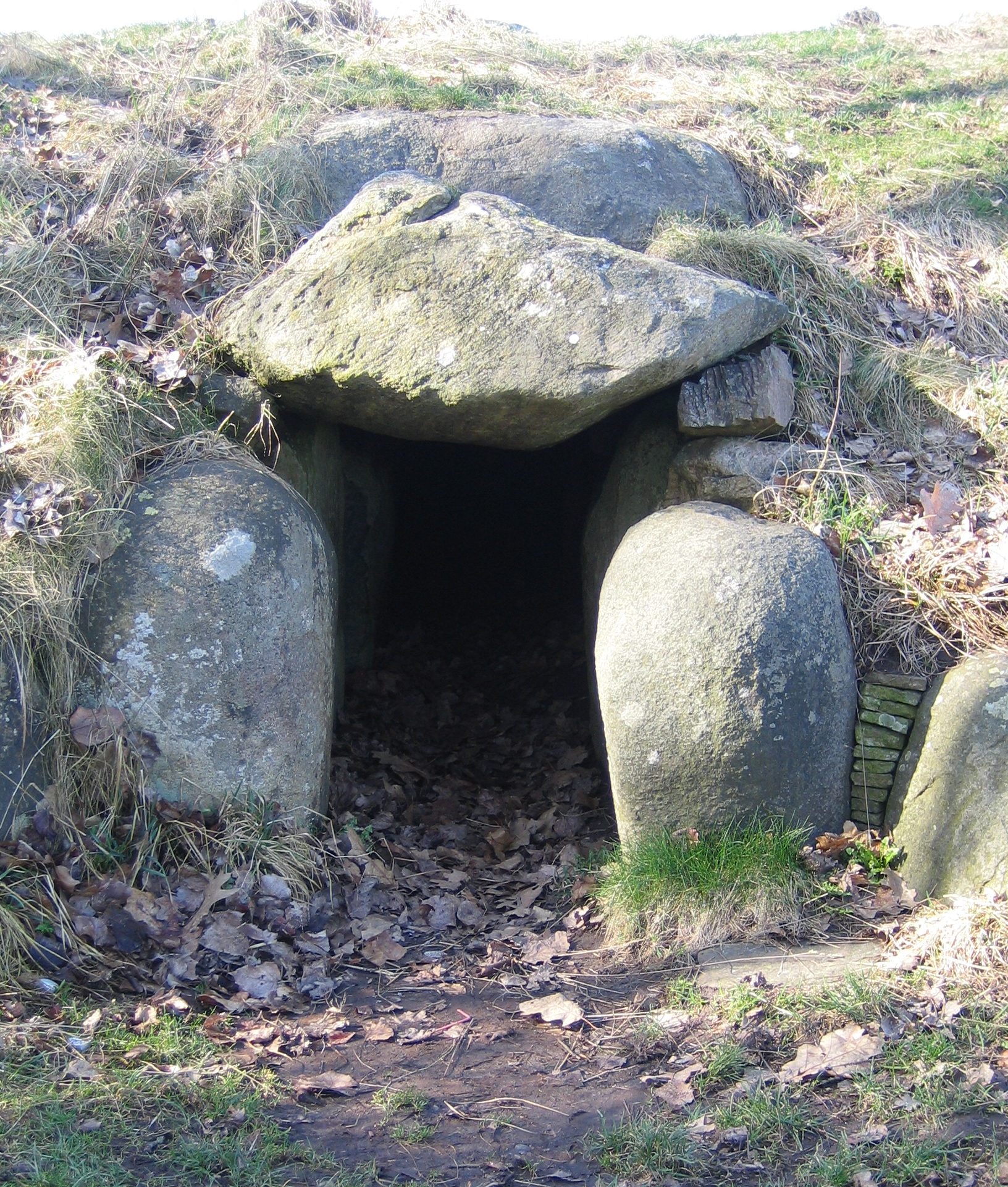
Ingången till Gillhögs gånggrift

## Fornlämningar
Drygt 35 boplatser och två gånggrift, en är Gillhögs gånggrift, från stenåldern är funna. Från bronsåldern finns gravhögar. Vid kusten ligger några skansar från 1700-talets början.

## Namnet
Namnet skrevs omkring 1250 Barsebäk och kommer från kyrkbyn och ursprungligen från en bäck. Namnets tolkning är oviss..